# Ауди Q8 е-трон
„Ауди Q8 е-трон“ (Audi Q8 e-tron) е модел електрически автомобили с повишена проходимост (сегмент J) на германската марка „Ауди“, произвеждан от 2018 година.
Наричан до 2022 година „Ауди е-трон“, моделът е първият от поредица планирани модели на „Ауди“, предлагани само с електрическо задвижване. Като размери заема междинно положение между моделите „Ауди Q5“ и „Ауди Q7“. В някои свои модификации моделът е първият в света, произвеждан серийно с видеокамери вместо странични огледала.